# 帝国以後
『帝国以後』 (Après l'empire - Essai sur la décomposition du système américain) は、フランスの人口学・歴史学・家族人類学者であるエマニュエル・トッドが 2002年に著した本である。2050 年までにアメリカの覇権が崩壊すると予測し、世界的なベストセラーとなった。またその後のフランス、ドイツの外交の理論的な支えとなった。

## 概要
1991年のソビエト連邦の崩壊以降、アメリカが唯一の超大国になったという認識が一般的であった。そのアメリカの中枢で起きた 911 テロから一年後の 2002年9月、トッドは『帝国以後』を出し、アメリカも同じ崩壊の道を歩んでおり、衰退しているからこそ世界にとって危険だと述べ、衝撃を与えた。同書は 28 か国語に訳され、フランスで 12 万部、ドイツで 20 万部を売る世界的なベストセラーとなった。

## 内容
トッドはまず冒頭で、ノーム・チョムスキーらを構造的反米派と呼び、相も変わらずアメリカを過大評価しているとして退ける。参照するのはむしろポール・ケネディ、サミュエル・P・ハンティントン、ズビグネフ・ブレジンスキー、フランシス・フクヤマなど体制派の著作であり、アメリカの経済力低下と地政学的孤立に対する不安をそこに見出す。
20世紀の前半には、アメリカは民主主義の守護者と見なされ、また最も工業化され充足的な経済を持ち、世界にとって必要不可欠の存在であった。しかし後半には、かつてアリストテレスが指摘した民主制から寡頭制への変化が起きる。平等な民主主義は義務教育の普及により識字率が向上することで実現するが、さらに高等教育が一般的になると学歴による所得格差が生まれ、再び不平等を支持する階層が増えていくのである。また、アメリカは巨額の貿易赤字を出すようになり、外国資本の不断の流入を必要とするようになった。工業における決定的な技術的優位も失われた。こうして、世界が民主化される中でアメリカの民主主義は後退し、また世界経済がアメリカに依存しなくなる中でアメリカ経済は世界に依存するようになった。トッドはこれを二重の逆転と呼ぶ。アメリカがもはや世界にとって不要になりつつある時に、アメリカにとって世界は必要不可欠になっているのである。
このためアメリカが採っているとトッドが考える戦略が、劇場的小規模軍事行動である。それが劇場的なのは、イラン、イラク、北朝鮮などの発展途上国を敵に回し、世界の主役として振る舞うことで、真の大国である EU、日本、ロシアと対決する力が無いことを隠すためである。またそれが小規模なのは、国力の低下とアメリカ陸軍の伝統的な無能さによる。

### 全世界的テロリズムの神話
アメリカは世界的な対テロ戦争を標榜している。実際、1980年代から起きた第二次スーダン内戦、ソマリア内戦、ユーゴスラビア紛争、チェチェン紛争、アフガニスタン内戦、六四天安門事件、911 テロなどにより、世界の破局のイメージが広まっている。しかし一歩離れて人口学的に見るなら、人類は確実に進歩している。1980年から2000年の間に、第三世界諸国でも識字化が進んでいる。
| 国               | 識字率 | 識字率 |
| 国               | 1980年 | 2000年 |
| ---------------- | ------ | ------ |
| ルワンダ         | 40%    | 67%    |
| ナイジェリア     | 33%    | 64%    |
| コートジボワール | 27%    | 47%    |
| アルジェリア     | 40%    | 63%    |
| 南アフリカ       | 77%    | 85%    |
| ジンバブエ       | 80%    | 93%    |
| コロンビア       | 85%    | 92%    |
| アフガニスタン   | 18%    | 47%    |
| インド           | 41%    | 56%    |

| 国           | 識字率 | 識字率 |
| 国           | 1980年 | 2000年 |
| ------------ | ------ | ------ |
| パキスタン   | 28%    | 43%    |
| インドネシア | 69%    | 87%    |
| フィリピン   | 89%    | 95%    |
| スリランカ   | 85%    | 92%    |
| タジキスタン | 94%    | 99%    |
| イラン       | 51%    | 77%    |
| 中国         | 66%    | 85%    |
| マリ         | 14%    | 40%    |
| ニジェール   | 8%     | 16%    |

若い世代については 2030 年に全世界の識字化がほぼ完了すると考えられる。
これに伴い、女性の受胎調整も着実に進んでいる。イスラム圏は出産率に大きな違いがあり、人口学的実体としての単一のイスラム圏は存在しない。
| 国               | 出産率 | 出産率 |
| 国               | 1980年 | 2000年 |
| ---------------- | ------ | ------ |
| アメリカ合衆国   | 1.8    | 2.1    |
| カナダ           | 1.8    | 1.4    |
| イギリス         | 1.9    | 1.7    |
| フランス         | 1.9    | 1.9    |
| ドイツ           | 1.3    | 1.3    |
| イタリア         | 1.7    | 1.3    |
| スペイン         | 2.5    | 1.2    |
| ルーマニア       | 2.5    | 1.3    |
| ポーランド       | 2.3    | 1.4    |
| ロシア           | 2.0    | 1.2    |
| ウクライナ       | 1.9    | 1.1    |
| 日本             | 1.8    | 1.3    |
| 中国             | 2.3    | 1.8    |
| 台湾             | 2.7    | 1.7    |
| 韓国             | 3.2    | 1.5    |
| 北朝鮮           | 4.5    | 2.3    |
| ベトナム         | 5.8    | 2.3    |
| タイ             | 3.7    | 1.8    |
| フィリピン       | 5.0    | 3.5    |
| インド           | 5.3    | 3.2    |
| スリランカ       | 3.4    | 2.1    |
| アルゼンチン     | 2.9    | 2.6    |
| メキシコ         | 4.8    | 2.8    |
| ボリビア         | 6.8    | 4.2    |
| ペルー           | 5.3    | 2.9    |
| ブラジル         | 4.4    | 2.4    |
| コロンビア       | 3.9    | 2.6    |
| ベネズエラ       | 4.9    | 2.9    |
| 南アフリカ       | 5.1    | 2.9    |
| ルワンダ         | 6.9    | 5.8    |
| ザンビア         | 6.9    | 6.1    |
| ジンバブエ       | 6.6    | 4.0    |
| ケニア           | 8.1    | 4.4    |
| タンザニア       | 6.5    | 5.6    |
| エチオピア       | 6.7    | 5.9    |
| コンゴ民主共和国 | 6.1    | 7.0    |
| コートジボワール | 6.7    | 5.2    |
| シエラレオネ     | 6.4    | 6.3    |
| リベリア         | 6.7    | 6.6    |

| 国               | 出産率 | 出産率 |
| 国               | 1980年 | 2000年 |
| ---------------- | ------ | ------ |
| アゼルバイジャン | 3.1    | 2.0    |
| トルクメニスタン | 4.8    | 2.2    |
| チュニジア       | 5.0    | 2.3    |
| キルギスタン     | 4.1    | 2.4    |
| タジキスタン     | 5.6    | 2.4    |
| レバノン         | 4.7    | 2.5    |
| トルコ           | 4.3    | 2.5    |
| イラン           | 5.3    | 2.6    |
| インドネシア     | 4.1    | 2.7    |
| ウズベキスタン   | 4.8    | 2.7    |
| バーレーン       | 7.4    | 2.8    |
| アルジェリア     | 7.3    | 3.1    |
| マレーシア       | 4.4    | 3.2    |
| バングラデシュ   | 6.3    | 3.3    |
| モロッコ         | 6.9    | 3.4    |
| エジプト         | 5.3    | 3.5    |
| アラブ首長国連邦 | 7.2    | 3.5    |
| ヨルダン         | 4.3    | 3.6    |
| リビア           | 7.4    | 3.9    |
| カタール         | 7.2    | 3.9    |
| シリア           | 7.2    | 4.1    |
| クウェート       | 7.0    | 4.2    |
| スーダン         | 6.6    | 4.9    |
| イラク           | 7.0    | 5.3    |
| パキスタン       | 6.3    | 5.6    |
| サウジアラビア   | 7.2    | 5.7    |
| セネガル         | 6.5    | 5.7    |
| ナイジェリア     | 6.9    | 5.8    |
| パレスチナ       | 6.9    | 5.9    |
| アフガニスタン   | 6.9    | 6.0    |
| モーリタニア     | 6.9    | 6.0    |
| オマーン         | 7.2    | 6.1    |
| マリ             | 6.7    | 7.0    |
| イエメン         | 7.0    | 7.2    |
| ソマリア         | 6.1    | 7.3    |
| ニジェール       | 7.1    | 7.5    |

ロシアは中央アジアの識字化と受胎調整に大きな役割を果たしたことが分かる。それより弱いながら、フランスもマグリブ三国（アルジェリア、チュニジア、モロッコ）に同じ影響を及ぼした。2050 年には世界の人口は安定化すると予測される。
この近代化の過程でトッドが強調するのが、移行期危機である。アンチル諸島を除き、世界のどこでも男性の識字化が先に起こり、女性の識字化が続く。従って、近代化は単調な前進ではなく、まず伝統社会との断絶によるイデオロギー的な混乱が起こり、次に受胎調整により安定化するのである。先に識字化したヨーロッパ、アメリカ、日本、ロシアが経験した戦争や革命、混乱は、この移行期危機である。イスラム圏に現在見られるイスラム原理主義の暴力もまた、移行期危機であり、イスラム教は本質から暴力的であるという近年の主張は人口学的には認められない。中東で最も近代化が進んでいるのはイランであり、移行期であるイラン革命の混乱を経て現在は民主化が進みつつある。一方、アメリカが同盟国と見なすサウジアラビアとパキスタンはこれから移行期の危機が激化するはずである。アルカーイダが両国と深い関係にあるのは偶然ではない。
この移行期危機は、決して退化ではない。原理主義の伸張はむしろ近代化の途中に現れる副作用なのである。このためトッドは、イスラム圏はいずれ自動的に沈静化すると予想し、全世界的テロリズム論は虚構だとする。

### 軍事的・経済的な弱体さ
アメリカが軍事的に最強なのは疑いがないが、全世界を相手にするにはむしろ貧弱である。海軍、空軍の優位は揺らぎ無いが、陸軍は無能であり、すでに第二次世界大戦のヨーロッパ戦線において弱さが露呈していた。朝鮮戦争では引き分け、ベトナム戦争では敗北している。アメリカ軍の伝統は物量と軍事技術で圧倒するインディアン戦争であり、湾岸戦争はこれを再現した。しかしローマ帝国のように帝国的空間を作るのは陸軍による占領であって、アメリカ軍は帝国を築くには弱すぎるのである。
経済的にはアメリカの弱体は一層明らかである。2001年の貿易収支は、主要な国家全てに対して赤字を出している。その赤字額は、中国に 830 億ドル、日本に 680 億ドル、EU に 600 億ドル（うちドイツに 290 億ドル、イタリアに 130 億ドル、フランスに 100 億ドル）、メキシコに 300 億ドル、韓国に 130 億ドル、イスラエルに 45 億ドル、ロシアに 35 億ドル、ウクライナに 5 億ドルである。しかもこの赤字は石油などの原料ではなく、工業製品の輸入によるものなのである。アメリカの国内総生産は巨大だが、これは価値が疑わしいサービス産業を含み、トッドは貿易収支のみを信頼できる指標と見なす。
ローマ帝国を支えていたのは属領からの貢納物であったが、アメリカが帝国であるとすれば、その属領は日本と西欧である。1998年の在外アメリカ軍は 259871 人であり、そのうち 60053 人がドイツに、41257 人が日本に駐留している。しかしローマ帝国と異なり、アメリカの軍事力は属領から貢納物を徴収できるほど強くはない。アメリカを支えているのは日欧からの自発的な投資である。しかしトッドは、エンロン破綻に見られるようにアメリカにおける資産価値を信用せず、いずれは株価とドルの暴落により崩壊し、日欧の投資家は身ぐるみを剥がされるだろうと予想する。
アメリカにとって中東は直接的に重要な地域ではない。アメリカは決して中東の石油に依存していない。アメリカが消費する石油の 70% は自国を含む西半球から来る。また、
2000年のアメリカの貿易赤字 4500 億ドルのうち、石油による赤字は 800 億ドルであり、無視はできないが主要部分ではない。中東の石油に依存しているのはアメリカではなく日欧である。アメリカは石油に限らずどんな製品を封鎖されても破綻する。従ってトッドは、アメリカが中東の石油に固執するのは自国経済のためではなく、日欧に対する影響力を確保するためであり、それは逆に日欧の統制権を失いつつあることへの恐怖を示しているとする。

### 普遍主義の後退
アングロサクソンは絶対核家族であり、差異主義である。すなわち、人間や諸民族をそれぞれ違っているものと見なす。かつては普遍主義のソビエト連邦の脅威があったため差異主義は抑えられていたが、冷戦終結によりアメリカの普遍主義的態度は消え去りつつある。
すでにトッドが『移民の運命』 (1994年) で指摘したように、アメリカにおいて黒人が白人と結婚する率は異常に低い。アメリカ黒人女性が白人と結婚する率は、1980年に 1.3%、1990年に 1.6%、1999年に 2.3% である。現在、子を持つアメリカ黒人女性の半数以上が未婚であることを考慮すると、むしろ低下していると言える。また、アメリカ黒人の乳児死亡率は、1997年に 14.2‰ であったのが 1999 年には 14.6‰ に悪化している。1970年代のソビエト連邦の乳児死亡率の悪化により、トッドが『最後の転落』 (1976年) でソビエト連邦の崩壊を予測したように、乳児死亡率は社会の中で最も弱い個人の状況を表すものであり、人口学的に決定的な指標である。アメリカ黒人の乳児死亡率の悪化は、人種差別の解消についに失敗したことを示している。
アメリカは黒人とインディアンを差別することで白人の平等を実現した。ユダヤ人は白人に分類される。これによりイスラエルへの過剰な支持とアラブ人に対する敵意が生まれる。ユダヤ系アメリカ人の過半数は民主党支持であり、イスラエルを強硬に支持する共和党右派と異なる。したがってアメリカの親イスラエル外交はユダヤ人によるものではなく、差異主義でアラブ人に不正を働くイスラエルに自己同一化した結果であるとトッドは分析する。しかしユダヤ人は白人としては周辺的であり、アメリカの差異主義はユダヤ系アメリカ人を不安にさせ、トッドの言うホロコースト崇拝に陥らせる。トッドによれば、ユダヤ系フランス人にはこのような不安と恐怖感は見られないという。
このような差異主義は、同盟国をも不安にさせる。一方的行動によりヨーロッパの面目を潰し、NATO を成り行き任せにし、また日本を軽蔑して後進的と決めつけているとトッドは言う。真の帝国はギリシャ人やゲルマン人を吸収したローマ帝国のように開かれた存在だが、アメリカはますますアメリカ人だけが優れていると思うようになっているのである。

### ヨーロッパの独立
アメリカとヨーロッパの利害は対立するようになっている。ヨーロッパは正常な貿易収支内で原料とエネルギーを輸入し、工業製品や農作物を輸出する。また近隣のロシアと中東は重要な貿易相手である。中東は人口増大により石油を売らざるを得ず、ヨーロッパと敵対する理由はない。このため、ヨーロッパにとっては世界が平和であることが利益になる。
アメリカはミリシアに見られるように政府に対する本質的な不信があるが、西欧諸国では、福祉制度に見られるように、本質的には信頼がある。このためアメリカ的社会モデルは西欧諸国を不安定にする。とりわけ、アメリカの示す市場原理主義は、社会の結束が強い直系家族社会であるドイツと日本に衝撃となる。アメリカのマスメディアは両国を後進的で閉鎖的として改革を要求するが、実際には両国経済が近年不調であるのは生産性が高すぎるからだとトッドは指摘する。1929年の世界恐慌が、当時最も生産性が高かったアメリカ経済を直撃したのと同様である。そもそも、ドイツと日本がアメリカのように巨額の貿易赤字を出すことは起こり得ない。また、ユーロはドルに対抗する国際通貨であり、ドルの基軸通貨としての地位を脅かすものである。東ヨーロッパとロシアはすでにユーロ圏に組み込まれつつある。
ロシアは冷戦に敗れ、1998年まで経済が縮小し、また少子化により人口減少が進んでいる。しかしロシアはあらゆる撤退を受け入れた結果、戦略的にアメリカに対抗する存在に戻った。すなわち、ロシアは豊富な天然資源を持ち、十分な防衛力を持ち、アメリカ市場を必要とせず、そしてもはや危険ではないのである。ロシアは無論それを理解している。ウラジーミル・プーチンは2001年9月25日にドイツ連邦議会で演説し、「ヨーロッパがその能力をロシアのそれと結合させるなら、ヨーロッパは本当に独立した世界的大国としての声望をさらに固めることになるだろう」と述べた。

### ゲームの終わり
以上から、トッドはアメリカの覇権が 2050 年までに解体すると予想するが、それはアメリカが通常の大国になることを意味し、消えて無くなることを意味しない。また、ヨーロッパ、ロシア、日本のいずれも覇権を握ることはないと予想する。これをトッドは、チェスでいうステイルメイト（手詰まり）で終わると表現する。
アメリカには民主的で自由主義的な国民国家に戻り、貿易収支を均衡させることを勧告している。アメリカ国民の生活水準は 15% から 20% ほど低下するが、アメリカ経済の柔軟性により、急速に適応するだろうと信頼を込めて予想している。
一方、国際連合を有効にするために、二大経済国である日本とドイツを安全保障理事会の常任理事国にすべきであると述べている。特に唯一の被爆国である日本は根本的に平和主義であり、またアングロサクソンと大きく異なる経済観を持ち、世界にとって有益であるとする。これに対しドイツは、すでにイギリスとフランスが常任理事国であり、ドイツを加えると西欧諸国が多すぎるため、フランスと議席を共有すべきであると述べている。

## 批評
本書が2002年9月にフランスで出版されると、多くの新聞、週刊誌に取り上げられ、たちまちベストセラーとなった。11月のフィガロ・リテレール誌 (Le Figaro littéraire) の書評では、十人の担当者すべてから高評価を得てノンフィクション部門で一位になっている。またデバ誌 (Le Débat) は特集を組み、ユベール・ヴェドリーヌを含む論客に論じさせている。政界にも大きな影響を与え、フランスの政治家の必読書の一つになった。
一方で批判もある。アラン・デュアメルは、アメリカの研究、科学技術は依然として優位であり、またアメリカがくしゃみをすればフランスは風邪を引くと述べている。またパスカル・リシェも、アメリカは資本だけでなく移民も頭脳も芸術も引き寄せていると指摘している。その他、工業を重視しすぎる、ロシアの回復を楽観視しすぎる、などの批判がある。
日本では翌年に出版された。全国紙では、毎日新聞で養老孟司が、日本経済新聞で山内昌之が、読売新聞で白石隆が、産経新聞で越智道雄が、それぞれ高く評価した。この他、井尻千男、西部邁、濱下武志、武者小路公秀ら、著名な論者が高い評価を与えた。
日本では、本書が中国に言及していないという批判がある。しかしトッドはそもそも中国を発展途上国と考えており、主要な役者とは見なさなかった。